# A State of Trance (oddaja)
A State Of Trance (kratica ASOT) je tedenska radijska oddaja, ki jo pripravlja trance DJ Armin van Buuren. 
Začela se je marca 2001 na radiu ID&T. Oddaja traja dve uri. Mednarodno oddajo posluša preko 30 milijonov poslušalcev vsak teden, kar pomeni, da je to radijska oddaja z največ poslušalci na svetu. Na spletu se oddaja predvaja na radiu DI.fm.

## Redne rubrike

### Tune of the Week
Tune of the Week izbere Armin van Buuren kot njegovo osebno izbiro za najboljšo novo pesem v tej oddaji.

### Future Favourite
Future Favourite je pesem, ki jo izglasujejo poslušalci izmed novih pesmi, ki so bile predvajane v prejšnji oddaji. Glasovanje poteka na Trance.nu.

### ASOT Radio Classic
ASOT Radio Classic je del oddaje od epoizode 284. Armin izbere pesem iz preteklih let in krakto opiše, zakaj je postala klasika.